# Vratislav Doubek
Vratislav Doubek (* 27. května 1965 Praha) je český historik, politolog a vysokoškolský učitel.

## Život
Narodil se v květnu 1965 v Praze. V roce 1991 absolvoval studium na Filozofické fakultě Univerzity Karlovy a získal magisterský titul. V roce 1998 získal po absolvování doktorského studia na téže fakultě také titul Ph.D. a v roce 2005 se na FF UK také habilitoval. V roce 2014 se na Filozoficko-přírodovědecké fakultě Slezské univerzity v Opavě stal profesorem.
Doubek působí jako vysokoškolský učitel na Ústavu politologie Filozofické fakulty Univerzity Karlovy, vyučuje ale i na Ústavu českých dějin FF UK a působí i na Masarykově ústavu a Archivu Akademie věd České republiky. V rámci své odborné činnosti se zaměřuje na problematiku dějin politiky, a to zejména na oblast střední a východní Evropy v období mezi 18. a 20. století. Dále se specializuje na problematiku vystěhovalectví a česko-ruských vztahů. Od roku 2010 je členem vědecké rady FF UK, stal se rovněž členem panelu sociálních a politických věd při GAČR. V září 2024 mu byla udělena Cena Rudolfa Medka za výzkum a interpretaci česko-ruských vztahů.